# Три-Окс (Флорида)
Три-Окс (англ. Three Oaks) — статистически обособленная местность, расположенная в округе Ли (штат Флорида, США) с населением в 2255 человек по статистическим данным переписи 2000 года.

## География
По данным Бюро переписи населения США, статистически обособленная местность Три-Окс имеет общую площадь в 3,37 квадратных километров, водных ресурсов в черте населённого пункта не имеется.
Статистически обособленная местность Три-Окс расположена на высоте 5 м над уровнем моря.

## Демография
По данным переписи населения 2000 года, в Три-Окс проживало 2255 человек, 650 семей, насчитывалось 749 домашних хозяйств и 789 жилых домов. Средняя плотность населения составляла около 669,14 человек на один квадратный километр. Расовый состав населённого пункта распределился следующим образом: 96,10 % белых, 0,27 % — чёрных или афроамериканцев, 0,18 % — коренных американцев, 1,37 % — азиатов, 0,71 % — представителей смешанных рас, 1,37 % — других народностей. Испаноговорящие составили 4,26 % от всех жителей статистически обособленной местности.
Из 749 домашних хозяйств в 52,1 % воспитывали детей в возрасте до 18 лет, 77,0 % представляли собой совместно проживающие супружеские пары, в 7,9 % семей женщины проживали без мужей, 13,2 % не имели семей. 10,4 % от общего числа семей на момент переписи жили самостоятельно, при этом 3,7 % составили одинокие пожилые люди в возрасте 65 лет и старше. Средний размер домашнего хозяйства составил 3,01 человек, а средний размер семьи — 3,23 человек.
Население статистически обособленной местности по возрастному диапазону по данным переписи 2000 года распределилось следующим образом: 33,6 % — жители младше 18 лет, 3,6 % — между 18 и 24 годами, 32,1 % — от 25 до 44 лет, 22,1 % — от 45 до 64 лет и 8,7 % — в возрасте 65 лет и старше. Средний возраст жителей составил 36 лет. На каждые 100 женщин в Три-Окс приходилось 96,8 мужчин, при этом на каждые сто женщин 18 лет и старше приходилось 93,0 мужчин также старше 18 лет.
Средний доход на одно домашнее хозяйство статистически обособленной местности составил 69 911 долларов США, а средний доход на одну семью — 74 286 долларов. При этом мужчины имели средний доход в 50 250 долларов США в год против 30 217 долларов среднегодового дохода у женщин. Доход на душу населения статистически обособленной местности составил 69 911 долларов в год. 1,0 % от всего числа семей в населённом пункте и 1,6 % от всей численности населения находилось на момент переписи населения за чертой бедности, при этом 2,5 % из них были моложе 18 лет и — в возрасте 65 лет и старше.